# Kaple Navštívení Panny Marie (Ústí nad Labem)
Kaple Navštívení Panny Marie stávala v Ústí nad Labem na Mariánské skále. Roku 1976 byla stržena, existují však plány na její obnovu.

## Historie

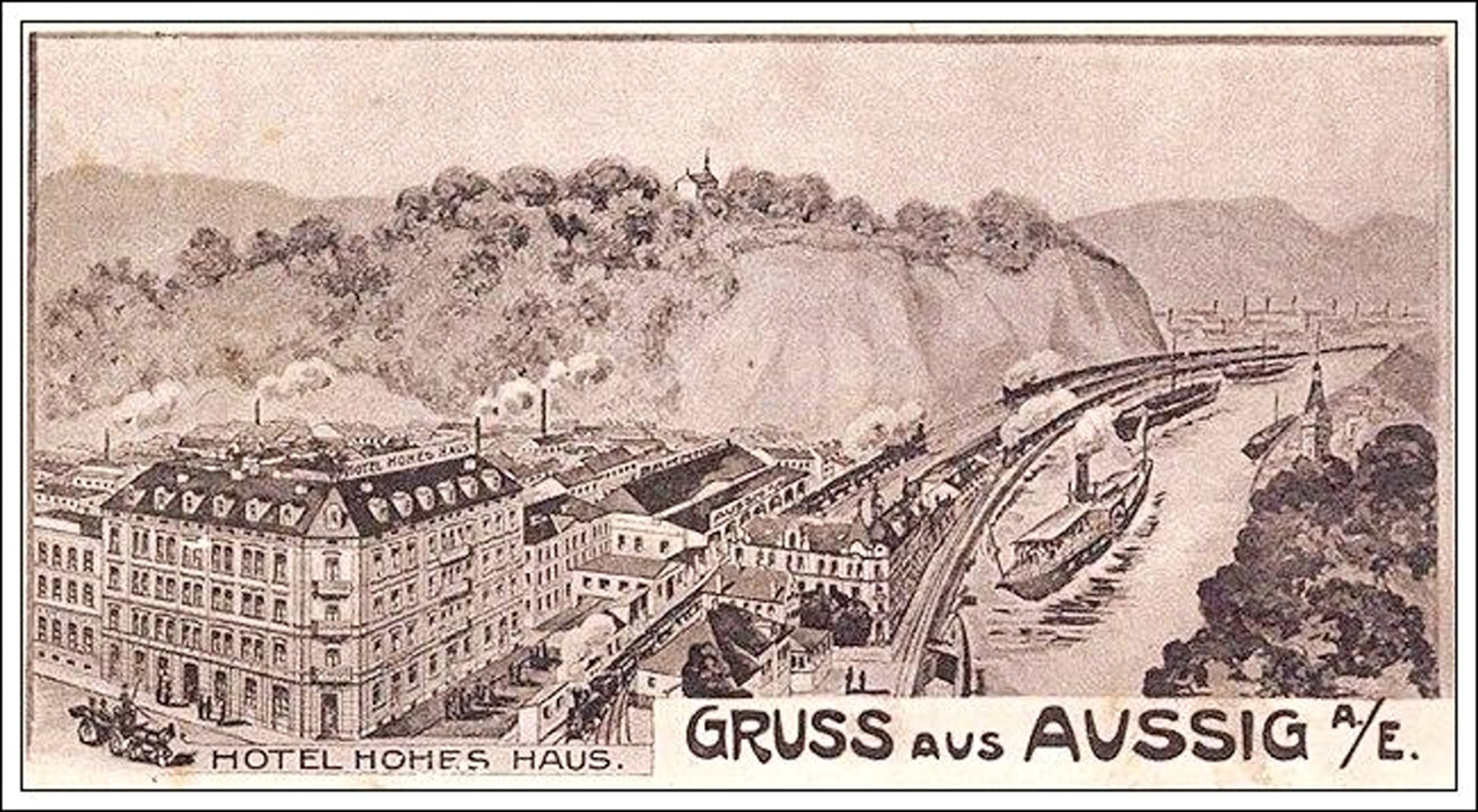
Pohled na Mariánskou skálu s kaplí na počátku 20. století

Barokní kaple stála na vrcholu Mariánské skály poblíž kóty 266 m n. m.. Byla zde postavena v roce 1680 jako poděkování za odvrácení epidemie moru ve městě. Později zpustla, už za vlády císaře Josefa II. jí hrozila demolice. Jeden z ústeckých měšťanů ji však zachránil. Po rekonstrukci v roce 1815 byla znovu otevřena. Později však opět zchátrala, město ji nechalo strhnout v roce 1976.

## Plány obnovy
Obnovu kaple plánuje ústecký podnikatel a filantrop Martin Hausenblas. Má v plánu vyhlásit novou architektonickou soutěž a je připraven zaplatit projektovou dokumentaci.
Ředitel ústeckého muzea Václav Houfek upozornil, že projekt obnovy kaple se bude muset vypořádat se dvěma závažnými problémy – jednak blízkostí aktivního lomu a dále absencí komunikace a inženýrských sítí.